# Vizegouverneur (Kanada)

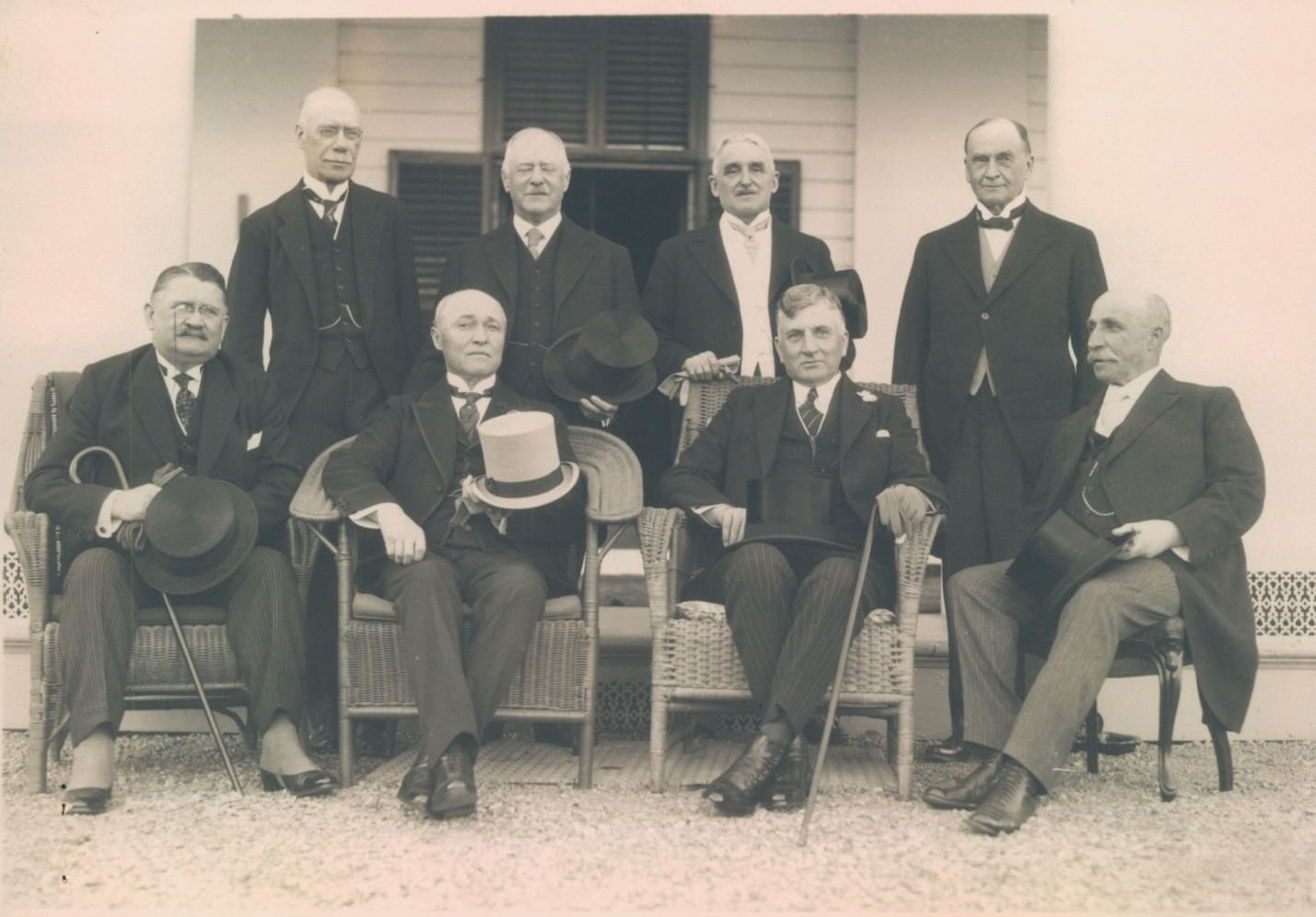
Ein Treffen der kanadischen Vizegouverneure im September 1925

In Kanada ist der Vizegouverneur (englisch lieutenant governor, französisch lieutenant-gouverneur) der Stellvertreter des Monarchen in den Provinzen. Auf Anraten des Premierministers ernennt der Generalgouverneur die Vizegouverneure, die für eine unbestimmte Zeitdauer (gewöhnlich jedoch fünf Jahre) die verfassungsmäßigen und zeremoniellen Aufgaben des Monarchen ausführen. Die Vizegouverneure sind dem Generalgouverneur nicht unterstellt, sondern gleichrangig, da sie alle dasselbe Staatsoberhaupt vertreten. In den drei kanadischen Territorien üben Kommissare (engl. commissioners) eine ähnliche Funktion aus, unterstehen jedoch der Bundesregierung und nicht dem Monarchen.
Die Ämter gehen auf die Kolonialgouverneure von Neufrankreich und Britisch-Nordamerika im 16. und 17. Jahrhundert zurück. Ihre heutige Ausprägung erhielten sie jedoch mit der Kanadischen Konföderation und dem Verfassungsgesetz von 1867. Bis zu einem Schiedsspruch des Justizkomitees des britischen Privy Council im Jahr 1882 galten die Vizegouverneure indirekt noch als Vertreter der Bundesregierung, seither als direkte Vertreter der Monarchen. Gemäß dem Verfassungsgesetz von 1982 erfordert jegliche Verfassungsänderung, die den Status der Krone betrifft (dazu gehört auch das Amt des Vizegouverneurs) die Zustimmung aller Provinzparlamente und des Bundesparlaments.

## Aussprache und Schreibweise
Im kanadischen Englisch wird lieutenant wie im britischen Englisch als [/lɛfˈtɛnənt/] ausgesprochen, im Gegensatz zu [/luːˈtɛnənt/] im amerikanischen Englisch. Bezüglich der Verwendung von Bindestrichen und Großschreibung existieren keine allgemein gültigen Regeln. Verschiedene Artikel in der Verfassung von Kanada und zahlreiche Websites der Provinzen verwenden üblicherweise die Form Lieutenant Governor of [Provinz] (Großschreibung und kein Bindestrich), wohl wegen der herausragenden Bedeutung des Amtes. Hingegen gibt The Canadian Style, die amtliche Publikation des Bundes zu Fragen der Rechtschreibung, Lieutenant-Governor (Großschreibung mit Bindestrich) als korrekte Schreibweise an, während im Plural lieutenant-governors (Kleinschreibung und Bindestrich) bevorzugt wird. Der Guide to Canadian English Usage von Oxford University Press ist in dieser Hinsicht zweideutig. Während er die Großschreibung nur im Zusammenhang mit einem bestimmten Amtsträger vorsieht (z. B. Lieutenant-Governor Lincoln Alexander), ist er beim allgemeinen Gebrauch uneinheitlich. Im Französischen werden Kleinschreibung und Bindestrich verwendet, außerdem wird zwischen einer männlichen und einer weiblichen Form (lieutenant-gouverneure) unterschieden.

## Ernennung
Die Vizegouverneure werden vom Generalgouverneur von Kanada ernannt, auf Anraten des kanadischen Premierministers und üblicherweise in Absprache mit dem Premierminister der entsprechenden Provinz. Der Generalgouverneur gibt daraufhin mit seiner Unterschrift und dem Anbringen des Großen Siegels von Kanada auf der Ernennungsurkunde seine Zustimmung. Abgesehen vom Amtseid gibt es für die Vereidigungszeremonie kein festgelegtes Vorgehen. Üblicherweise begibt sich der Ernannte zum Parlamentsgebäude der Provinzhauptstadt, wo ihn eine Ehrengarde empfängt. Anschließend wird er in den Ratssaal zum Speaker des Provinzparlaments geleitet, wo alle Richter des obersten Gerichtshofes der Provinz, die Parlamentarier und andere Gäste versammelt sind. Die Ernennungsurkunde für den Vizegouverneur wird verlesen und der Generalgouverneur (oder ein Stellvertreter) nimmt die drei erforderlichen Amtseide entgegen. Es sind dies der Treueeid auf den kanadischen Monarchen, der Amtseid des Vizegouverneurs und der Amtseid als Bewahrer des Großen Siegels der Provinz. Der Ernannte bestätigt die drei Eide mit seiner Unterschrift, womit er offiziell den Titel eines Vizegouverneurs annimmt. Es ertönt der Salut des Vizegouverneurs und es werden draußen 15 Salutschüsse abgefeuert. Der Vizegouverneur erhält daraufhin die Insignien des Ordens der Provinz überreicht.
Die Amtsinhaber üben ihr Amt in der Regel fünf Jahre lang aus, es sei denn, das Bundesparlament beschließt ihre Amtsenthebung. Der Premierminister kann außerdem dem Generalgouverneur anraten, die Amtszeit eines Vizegouverneurs auf bis zu zehn Jahre zu verlängern. Falls der Vizegouverneur zurücktritt oder im Amt verstirbt, kann der Generalgouverneur einen Administrator ernennen, um die verfassungsmäßigen Funktionen auszuüben, bis ein geeigneter Ersatz gefunden wurde. In einigen Provinzen fällt diese Aufgabe automatisch dem Vorsitzenden des entsprechenden Obersten Gerichtshofes zu.
Im Gegensatz zum Generalgouverneur waren die Vizegouverneure seit 1867 stets in Kanada Geborene oder wenigstens langjährige Einwohner des Landes. Sie waren auch keine Peers, wenn auch einige bis 1919 in den Adelsstand erhoben wurden. Obwohl sie gemäß dem Grundsatz der konstitutionellen Monarchie nichtparteilich sein müssen, waren zahlreiche Vizegouverneure früher Politiker und einige kehrten nach Ablauf ihrer Amtszeit wieder in die Politik zurück. Das Amt des Vizegouverneurs dient oft auch als Mittel, um die Gleichberechtigung von Frauen und Minderheiten zu fördern, indem entsprechende Vertreter ernannt werden.

## Aufgaben

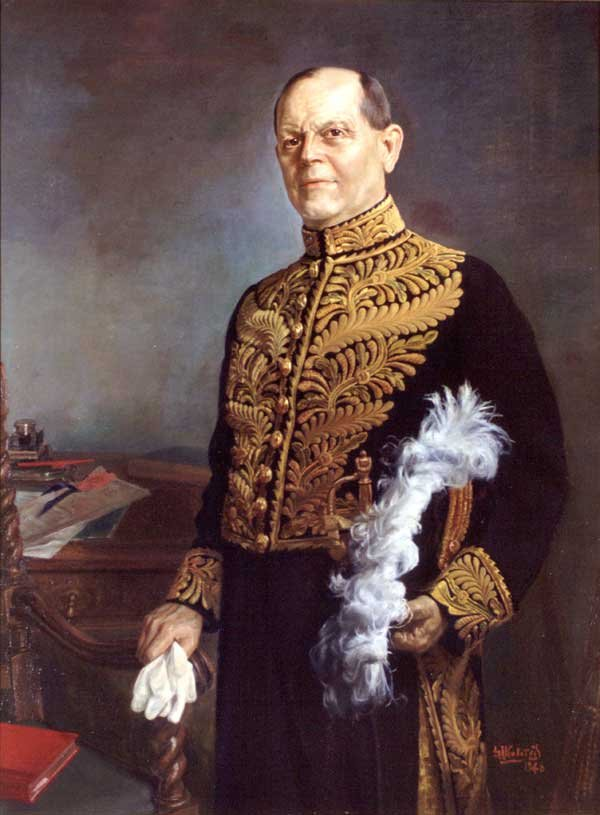
Ray Lawson, Vizegouverneur von Ontario von 1946 bis 1950, in der Hofuniform zweiter Klasse

Da der kanadische Monarch im gleichen Range Oberhaupt des Bundesstaates und der zehn Provinzen ist und meist außerhalb der Grenzen Kanadas lebt, besteht die Hauptaufgabe des Vizegouverneurs darin, in seinem Namen die verfassungsmäßigen Pflichten wahrzunehmen. Dabei achtet er die Prinzipien der parlamentarischen Demokratie, garantiert die Kontinuität der Regierung und dient als nichtparteiliche Sicherung gegen Machtmissbrauch. Die meisten Herrschaftsrechte der Krone werden jedoch von gewählten und ernannten Personen ausgeübt, womit dem Vizegouverneur in der Regel zeremonielle Aufgaben bleiben, die er anstelle des nicht anwesenden Monarchen ausübt. Weilt der Monarch im Lande, verringert der Vizegouverneur seine öffentliche Präsenz bei Zeremonien. Davon unberührt sind seine Aufgaben im Dienste der Provinzregierung.

### Konstitutionelle Rolle
Sämtliche exekutive, legislative und judikative Macht in und über Kanada geht vom Monarchen aus, den Vizegouverneuren ist es aber gestattet, in dessen Namen die meisten Herrschaftsrechte auszuüben. Dies geht aus verschiedenen Artikeln der Verfassung hervor, hauptsächlich aus den ursprünglichen Klauseln in Abschnitt V des Verfassungsgesetzes von 1867. Obschon sie vom Generalgouverneur ernannt werden, gelten die Vizegouverneure als direkte Repräsentanten des Monarchen. Auf Provinzebene ist es demnach der Vizegouverneur, der die Minister einer Regierung ernennt. Das Gewohnheitsrecht besagt auch, dass er aus den Reihen der Regierung den Premierminister ernennen muss. In fast allen Fällen handelt es sich dabei um jenes Mitglied des Parlaments, welches das Vertrauen der Mehrheit genießt. Theoretisch ist es die Aufgabe der Provinzregierung, den Vizegouverneur bei der Ausübung seiner Herrschaftsrechte zu unterstützen. Die Ratschläge der Regierung an den Vizegouverneur sind rechtlich bindend. Unter außergewöhnlichen Umständen kann der Vizegouverneur ohne Ratschlag handeln. Dies stellt dann die letzte Interventionsmöglichkeit der Krone dar, um den Machtmissbrauch einer Regierung zu verhindern.
Allein der Vizegouverneur hat laut Verfassung die Vollmacht, das Provinzparlament einzuberufen. Darüber hinaus führt er anstelle des Monarchen die üblichen parlamentarischen Pflichten aus, insbesondere die Thronrede sowie Vertagung und Auflösung des Parlaments. Im Namen des Monarchen erteilt der Vizegouverneur den vom Parlament beschlossenen Gesetzen die königliche Zustimmung (Royal Assent), wodurch sie Rechtskraft erlangen. Er kann die Zustimmung auch verweigern oder das Gesetz an den Generalgouverneur zur Beurteilung weiterleiten; eine Klausel, die letztmals 1961 angewandt wurde. Falls der Generalgouverneur seine Zustimmung vorenthält, kann der Monarch die Vorlage innerhalb von zwei Jahren abweisen.

### Zeremonielle Rolle
Da die meisten verfassungsmäßigen Funktionen dem Kabinett der Provinz übertragen worden sind, tritt der Vizegouverneur hauptsächlich bei zeremoniellen Anlässen auf und führt dabei einige der rituellen Pflichten aus, die normalerweise mit dem Staatsoberhaupt in Verbindung gebracht werden. Er symbolisiert somit die Souveränität der Provinz innerhalb der Konföderation. Darüber hinaus gilt er als „Brennpunkt der Ideale der Gemeinschaft und eine Verstärkung der Identität der Provinz.“
Der Vizegouverneur ist Gastgeber von Mitgliedern der kanadischen Königsfamilie, von Mitgliedern ausländischer Königshauser und von Staatsoberhäuptern. Er ist auch für die Stärkung der Einheit und des Stolzes der Nation zuständig. Zu diesem Zweck reist er durch die Provinz und trifft sich mit Einwohnern aller Regionen und ethnischen Gruppen. Dabei nimmt er Personen in den Orden der Provinz auf oder überreicht Medaillen und Auszeichnungen, wie beispielsweise in British Columbia als Schirmherr den zu den BC Book Prizes gehörenden Lieutenant Governor’s Award for Literary Excellence. Die Vizegouverneure führen außerhalb ihrer eigenen Provinz selten Staatsakte aus. Offizielle Reisen außerhalb der Provinz dienen der Repräsentation. Vor den Wahlen zum Provinzparlament schränkt der Vizegouverneur seine öffentlichen Auftritte ein, damit er weiterhin als überparteilich wahrgenommen wird. In verschiedenen Provinzen verleiht er in seinem Namen Auszeichnungen für kulturelle Leistungen.

## Symbole und Protokoll
Als persönlicher Vertreter des Monarchen folgt der Vizegouverneur in der protokollarischen Rangordnung der Provinz nur dem Staatsoberhaupt und steht sogar über anderen Mitgliedern der königlichen Familie. Zwar gilt der Generalgouverneur als primus inter pares unter den kanadischen Gouverneuren, auf Provinzebene ist er den Vizegouverneuren jedoch untergeordnet, während er ihnen auf Bundesebene übergeordnet ist. Ein amtierender Vizegouverneur ist berechtigt, den Titel His Honour (Euer Ehren, bei Frauen Her Honour) zu tragen; dies gilt auch für den Ehepartner. Während ihrer Amtszeit und danach tragen sie die Ehrenbezeichnung The Honourable (der/die Ehrenwerte). Außer in Québec sind die Vizegouverneure zusätzlich die Kanzler des Ordens der entsprechenden Provinz. Bei Amtsantritt werden sie im Order of Saint John automatisch zum Vizeprior und zum Knight bzw. Dame of Justice erhoben.
Der vizekönigliche Salut, bestehend aus den ersten sechs Takten der Königshymne God Save the Queen sowie dem ersten und den letzten vier Takten der Nationalhymne O Canada, wird im Rahmen offizieller Anlässe bei der Ankunft und der Abreise des Vizegouverneurs verwendet.
Um die Präsenz des Vizegouverneurs in Gebäuden, Schiffen, Flugzeugen oder Fahrzeugen in Kanada anzuzeigen, wird dessen Flagge gehisst. Mit Ausnahme von Québec und Nova Scotia wurden die aktuellen Flaggen 1980 eingeführt und zeigen auf blauem Feld das Wappen der Provinz, umgeben von zehn Ahornblättern (jedes symbolisiert eine Provinz) und überhöht von der Edwardskrone. In der Gerichtsbarkeit der Provinz ist die Flagge des Vizegouverneurs allen anderen Flaggen übergeordnet, mit Ausnahme der persönlichen Flagge des Monarchen (Royal Standard). Beim Tod des amtierenden oder eines ehemaligen Vizegouverneurs weht dessen Flagge in Einrichtungen der Armee auf halbmast.

## Historische Entwicklung

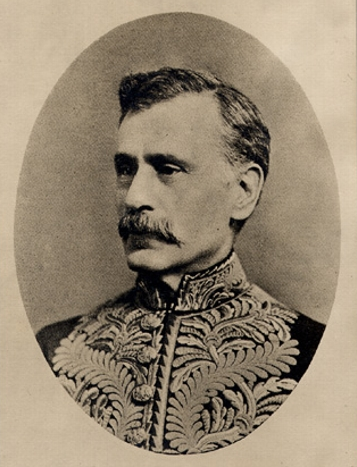
Amédée Forget, der erste Vizegouverneur der Provinz Saskatchewan

Vizegouverneure gab es schon vor der Gründung des Bundesstaates. 1786 schuf die britische Regierung das Amt des Governor-in-Chief (befehlshabender Gouverneur) von Britisch-Nordamerika. Es diente als zentrales vizekönigliches Aufsichtsorgan über die britischen Kolonien Prince Edward Island, Nova Scotia, New Brunswick und die Provinz Québec. Deren Gouverneure wurden zu Vizegouverneuren, wobei jener von Québec gleichzeitig Governor-in-Chief war. Diese Struktur blieb bis 1791 in Kraft. Damals wurde die Provinz Québec in Niederkanada und Oberkanada geteilt. Die neuen Kolonien verfügten über das Amt eines Vizegouverneurs, wobei beide Ämter in einer Person vom Generalgouverneur ausgeübt wurden.
Mit der Gründung des Bundesstaates im Jahr 1867 entstanden vier Provinzen, alle mit einem eigenen Vizegouverneur. Gemäß dem in diesem Jahr erlassenen British North America Act wurden die Vizegouverneursämter von Nova Scotia und New Brunswick im Wesentlichen beibehalten. Hingegen ersetzten die Vizegouverneursämter von Québec und Ontario jene von Nieder- und Oberkanada. Als andere Kolonien dieser Gruppe von Provinzen beitraten, wurden deren Gouverneure zu Vizegouverneuren, während die Schaffung neuer Provinzen auf dem Gebiet von Ruperts Land und den Nordwest-Territorien zur Einrichtung neuer Vizegouverneursämter führten.
Unmittelbar nach der Staatsgründung betrachteten die Bundesregierung und das Colonial Office in London die Vizegouverneure als Repräsentanten und Untergebene des Generalgouverneurs in Ottawa. Dies entsprach der Sichtweise von Premierminister John Macdonald und des Earl of Derby, die die Verfassung von 1867 ausgearbeitet hatten. Die Vizegouverneure sollten vom Generalgouverneur ernannt werden. Die königliche Zustimmung zu Gesetzesvorlagen sollte durch den Generalgouverneur erteilt werden und nicht durch den Monarchen. Eine Entscheidung des Justizkomitees des britischen Privy Council, damals die höchste richterliche Instanz im Empire, führte 15 Jahre später zur Änderung dieser Sichtweise. Von nun an galt der Vizegouverneur als Repräsentant des Monarchen in den Provinzen, gleichberechtigt mit dem Generalgouverneur auf Bundesebene.

## Amtierende Vizegouverneure und Kommissare
Stand: Februar 2020
| Vizegouverneure der Provinzen | Vizegouverneure der Provinzen | Vizegouverneure der Provinzen | Vizegouverneure der Provinzen |
| Provinz                       | Name                          | Liste                         | Ernennung                     |
| ----------------------------- | ----------------------------- | ----------------------------- | ----------------------------- |
| Alberta                       | Lois Mitchell                 | Liste                         | 2015                          |
| British Columbia              | Janet Austin                  | Liste                         | 2018                          |
| Manitoba                      | Janice Filmon                 | Liste                         | 2015                          |
| New Brunswick                 | Brenda Murphy                 | Liste                         | 2019                          |
| Neufundland und Labrador      | Judy Foote                    | Liste                         | 2018                          |
| Nova Scotia                   | Arthur LeBlanc                | Liste                         | 2017                          |
| Ontario                       | Elizabeth Dowdeswell          | Liste                         | 2014                          |
| Prince Edward Island          | Antoinette Perry              | Liste                         | 2017                          |
| Québec                        | J. Michel Doyon               | Liste                         | 2015                          |
| Saskatchewan                  | Russell Mirasty               | Liste                         | 2019                          |
| Kommissare der Territorien    |                               |                               |                               |
| Nordwest-Territorien          | Margaret Thom                 | Liste                         | 2017                          |
| Nunavut                       | Nellie Kusugak                | Liste                         | 2015                          |
| Yukon                         | Angélique Bernard             | Liste                         | 2018                          |